# Byblis filifolia
Byblis filifolia är en tvåhjärtbladig växtart som beskrevs av Jules Émile Planchon. Byblis filifolia ingår i släktet Byblis och familjen Byblidaceae. Inga underarter finns listade i Catalogue of Life.